# Neodiaptomus
Neodiaptomus là một loài giáp xác trong họ Diaptomidae.

## Các loài
Chi này có các loài sau, trong đó có 4 loài được vào nhóm dễ tổn thương trong sách đỏ IUCN (đánh dấu "VU"):
- Neodiaptomus curvispinosus Dang & Ho, 2001
- Neodiaptomus intermedius Flössner, 1984  (Ấn Độ)[2]
- Neodiaptomus laii Kiefer, 1974  (Malaysia)[3]
- Neodiaptomus lindbergi Brehm, 1951
- Neodiaptomus lymphatus (Brehm, 1933)  (Indonesia)[4]
- Neodiaptomus madrasensis Roy, 1999
- Neodiaptomus meggitti Kiefer, 1932
- Neodiaptomus physalipus Kiefer, 1935  (Ấn Độ)[5]
- Neodiaptomus schmackeri (Poppe & Richard, 1892)
- Neodiaptomus siamensis Proongkiat & Sanoamuang, 2008
- Neodiaptomus songkhramensis Sanoamuang & Athibai, 2002
- Neodiaptomus vietnamensis Dang & Ho, 1998
- Neodiaptomus yangtsekiangensis Mashiko, 1951